# Habitatge al carrer dels Mercaders, 26 (Tortosa)
L'Habitatge al carrer dels Mercaders, 26 és una obra del municipi de Tortosa (Baix Ebre) inclosa en l'Inventari del Patrimoni Arquitectònic de Catalunya.

## Descripció
Es tracta d'un edifici que fa angle entre els carrers Mercaders i Benasquer, amb façana principal al primer. Interessa només el sector de façana de la planta, de carreus de pedra que s'endevinen bastant antics. Els altres nivells, entresòl i tres pisos, tenen el mur arrebossat modernament; els darrers s'obren mitjançant finestres al C/ Mercaders i mitjançant balcons de ferro amb base de rajola vidriada en forma de rombes al C/ Benasquer. A la part superior hi ha un terrat, de barana més moderna.
El carreuat de la planta arriba només fins a l'altura dels muntants de les dues portes, separat de la part superior del mur per una motllura de pedra en forma de quart de bossell. Els carreus són de mida i forma desigual, de pedra calcària. Les portes són d'una sola fulla, amb arc escarser i muntants de pedra ressaltats. La del carrer Mercaders és més gran.
En aquest mateix carrer hi ha diverses cases amb planta de carreus de pedra arquetípic del segle xix. Algunes portes són en forma d'arcada adovellada (núm. 18, 20, 22, etc.). N'hi ha també amb arcs escarsers i allindanats.

## Història
Les excavacions arqueològiques han demostrat que el sector de l'actual carrer de Mercaders formava part d'un antic fossar romà exterior al nucli urbà, que seria continuat pels àrabs i població del segle xii.
La urbanització del sector correspon a l'eixample medieval dels segles XIII-XIV, que ultrapassa per primera vegada el perímetre de la ciutat romana.